# Ukrán ortodox egyház (kijevi patriarchátus)
A kijevi patriarchátushoz tartozó ukrán ortodox egyház (ukránul Українська Православна Церква Київського Патріархату) ortodox keresztény egyház volt Ukrajnában 1992–2018 között, amelynek autokefál státuszát 2018. október 11-én ismerte el I. Bartholomaiosz konstantinápolyi pátriárka Élén a Kijev és egész Rusz-Ukrajna pátriárkája állt. Ezt a posztot 1992–1995 között Volodimir, 1995-től 2018-as megszűnéséig Filaret töltötte be. A 2018 december 15-én Kijevben megtartott egyesítő zsinaton az egyház az ukrán autokefál ortodox egyházzal és a moszkvai patriarchátus egy részével megalakította a kijevi vezetésű ukrán ortodox egyházat. Az egyesüléssel a kijevi patriarchátushoz tartozó ukrán ortodox egyház megszűnt. Az egyház élén álló Filaret pátriárka az egyesült ukrán pravoszláv egyház tiszteletbeli pátriárkája lett.
Az ukrán kormány, az ukrán görögkatolikus és az ukrán katolikus egyház egyaránt elismeri mint hivatalos egyházat.

## Története
Az orosz ortodox egyház fennhatóságát elismerő ukrán ortodox egyházból kivált egyházi személyek az 1992. június 25-26-án, Kijevben tartott helyi zsinaton hozták létre. Deklarálták teljes függetlenségüket a moszkvai patriarchátustól. Egy 2016-os adat szerint az ukrán vallásos lakosság kb. 25%-a tartozott az egyházhoz. 
Kijevben 2018. december 15-én "Az ukrán pravoszlávia egyesítő zsinatán" (Об’єднавчий Собор Українського Православ’я) résztvevői kimondták a moszkvai patriarchátustól független, önálló ukrán egyház létrehozását, amelyhez a kijevi patriarchátus, az Ukrán autokefál ortodox egyház, valamint a moszkvai patriarchátus egy része csatlakozott. Az egységes ukrán ortodox egyház élére a perejaszlavi és Bila Cerkva-i metropolitát, Epifanyijt (Dumenko, szül. 1979-ben) választották. A három ukrajnai pravoszláv egyház képviselőiből álló tanácskozást az államhatalom aktívan támogatta, az eseményen Porosenko elnök is jelen volt.
Emellett továbbra is változatlanul létezik a moszkvai patriarchátushoz tartozó ukrán ortodox egyház.
2019. január 5-én a Konstantinápolyi Ökumenikus Patriarchátus pátriárkája aláírásával hivatalosan elismerte az önálló (autokefál) ukrán ortodox egyház létrejöttét.